# Poisieux
Poisieux ist eine französische Gemeinde mit 217 Einwohnern (Stand: 1. Januar 2022) im Département Cher in der Region Centre-Val de Loire. Sie gehört zum Arrondissement Bourges und zum Kanton Chârost. 

## Geographie
Poisieux liegt etwa 25 Kilometer westsüdwestlich von Bourges am Arnon. Umgeben wird Poisieux von den Nachbargemeinden Lazenay im Norden, Plou im Osten, Saint-Georges-sur-Arnon im Süden sowie Migny im Westen. 

## Bevölkerungsentwicklung
| Jahr                      | 1962 | 1968 | 1975 | 1982 | 1990 | 1999 | 2006 | 2013 |
| Einwohner                 | 244  | 212  | 210  | 167  | 155  | 158  | 200  | 216  |
| Quelle: Cassini und INSEE |      |      |      |      |      |      |      |      |

## Sehenswürdigkeiten
- Kirche Saint-Martin aus dem 12. Jahrhundert, 1858 wieder errichtet (siehe auch: Liste der Monuments historiques in Poisieux)
- Ehemalige Mühle aus dem 18. Jahrhundert
- Schloss Mazières aus dem 19. Jahrhundert

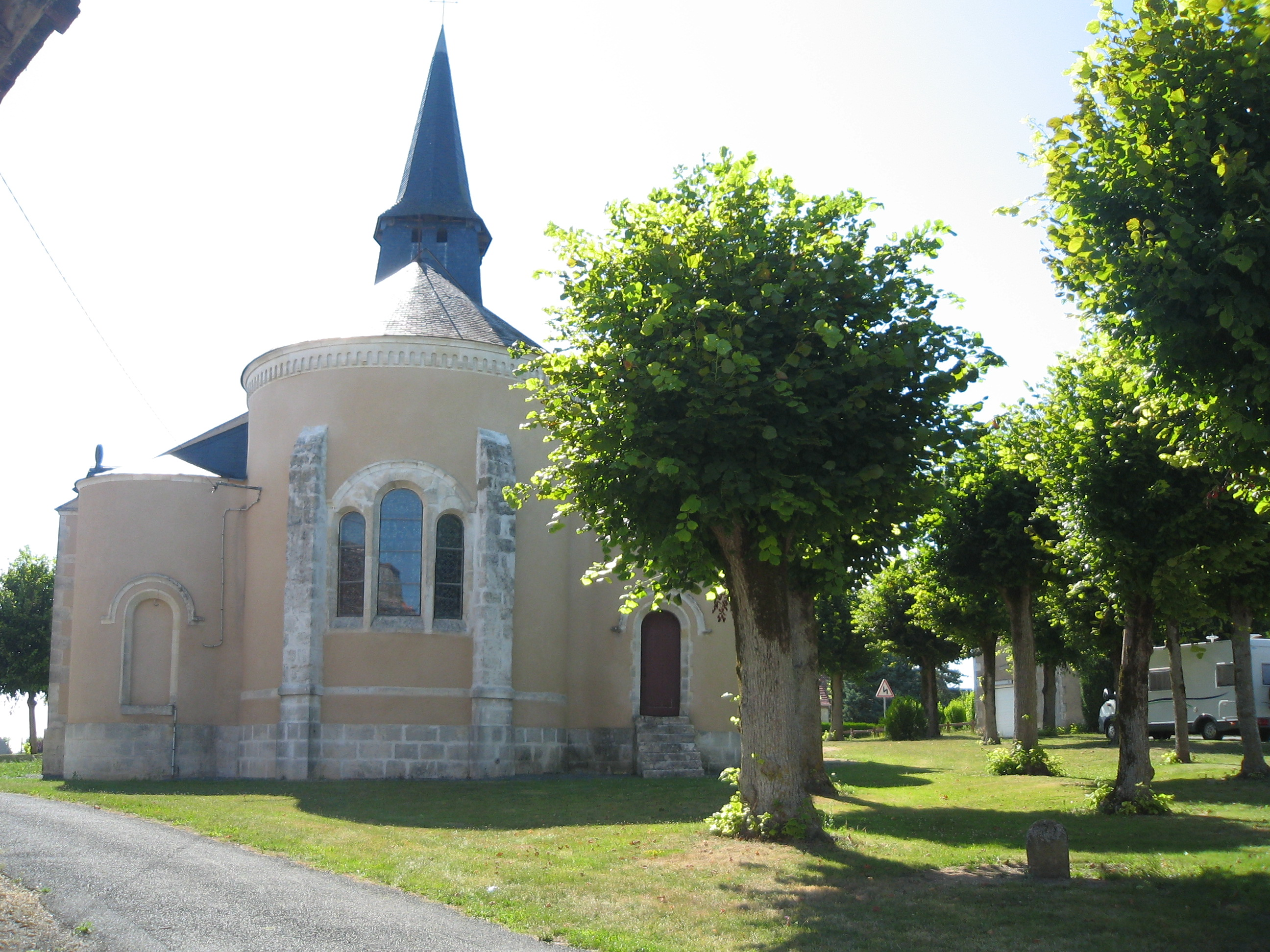
Kirche Saint-Martin